# Pieter L. le Roux
Pieter Louis le Roux (född 1865, död 1943) var en  sydafrikansk pastor och kyrkoledare.
Le Roux föddes och växte upp i en boerfamilj i Wellingtondistriktet. I unga år studerade han till, och arbetade som, lärare.
1893 gifte han sig med Adriana Josina van Rooyen, missionär inom den Nederländska reformerta kyrkan och ordinerades själv till pastor inom denna kyrka. Paret le Roux kom att i sju år vara verksamma som missionärer bland zuluerna i Wakkerstroom, i nuvarande Mpumalanga.
1897 fick man i Wakkerstroom besök av le Rouxs gamle vän Johannes Büchler från Christian Catholic Church in Zion (CCCZ) som gav honom exemplar av denna kyrkas tidning Leaves of Healing. 
Le Roux tog djupa intryck av den förkunnelse han mötte där, kom att ta avstånd från barndop, förkunnade gudomligt helande och lämnade 1903 den reformerta kyrkan.
1904 döptes le Roux och hans hustru, genom trefaldig nedsänkning i en flod utanför Wakkerstroom, av den amerikanske missionären Daniel Bryant som ordinerade paret till äldste respektive evangelist inom CCCZ. 
1908 lämnade le Roux CCCZ och bildade, tillsammans med de amerikanska missionärerna John G Lake och Thomas Hezmalhalch, Apostolic Faith Mission of South Africa (AFMSA). En sektion för svarta, Zion Christian Church bildades inom AFMSA, under ledning av Elias Mahlangu.
Sedan Hezmalhalch återvänt till USA fungerade le Roux som ordförande för AFMSA, under de framgångsrika åren 1913-1942.